# النزهه، کویت
النزهه (به عربی: النزهة) یک منطقهٔ مسکونی در کویت است که در استان عاصمه واقع شده‌است.
 النزهه  ۸٬۳۷۲ نفر جمعیت دارد.